# Sainte-Maure-de-Touraine
 Sainte-Maure-de-Touraine  es una población y comuna francesa, situada en la región de  Centro, departamento de Indre y Loira, en el distrito de Chinon y cantón de Sainte-Maure-de-Touraine.

## Demografía
| 3069 | 3574 | 4016 | 4130 | 3983 | 3909 |
| Para los censos de 1962 a 1999 la población legal corresponde a la población sin duplicidades (Fuente: INSEE [Consultar]) |      |      |      |      |      |

## Deportes
En la localidad, toma la salida la carrera ciclista profesional La Roue Tourangelle, con final en Tours.